# Francesco Patton
Francesco Patton O.F.M. (* 23. prosince 1963, Vigo Meano, Trentino) je italský katolický řeholník a kněz, který byl v letech 2016–2025 Kustodem Svaté země. Po uplynutí prvního šestiletého mandátu byl dne 29. dubna 2022 zvolen na další tříleté období (2022-2025). Dne 24. června 2025 se jeho nástupcem stal P. Francesco Ielpo.